# Talajamani
Talajamani fue rey de Kush (Nubia) en los años 435 a. C. - 431 a. C. del llamado período Napata.

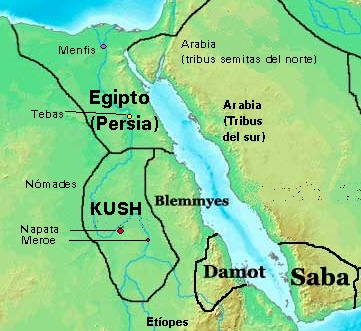
Mapa de Kush, 400 a. C.

Otras grafías de su nombre: Talakhamani o Talakhamen.

## Biografía
Fue el segundo hijo del rey Nasajma (o Nasakhma[t]) y Sakataye. Su padre reinó entre 468 y 463 a. C. y lo sucedió el primogénito, Malewiebamani. Entre los kushitas, los reyes eran sucedidos por sus hermanos y sólo extinguida esa generación la corona pasaba a la siguiente. También, como era habitual, el reinado de una nueva generación era largo y así sucedió con el de Malewiebamani, que se extendió entre 463 y 435 a. C.

Mapa de Napata.

Talajmani fue su comandante militar y a la muerte se convirtió en rey. Siguiendo la tradición, tomó como esposa a la viuda de su hermano, la reina Ajrasan, con quien tuvo al menos una hija, Atasamale.
Egipto, conquistado por el rey Persa Cambises II (quien fracasara en extender el control hacia Nubia y Libia), continúa integrado firmemente al Imperio persa. Es el primer reinado del que hay evidencia histórica de que la capital política era ya en esa época Meroe o en el mejor de los casos compartía esa función con Napata, que continuaba siendo el centro religioso.
En 431 a. C. el rey Talajamani, tras un breve reinado de cinco años, murió luchando contra los nómadas Meded. Lo sucederá su sobrino y comandante del ejército, Aman-nete-yerike, quién gobernará 25 años, y tomará como esposa y reina a su hija, Atasamale.
Fue enterrado en la necrópolis de Nuri. Su pirámide es la clasificada como n.º 16 y está construida con bloques de arenisca y rodeada por un muro. Su cámara mortuoria tiene tres habitaciones a las que se accede por una escalera de 47 escalones.

## Titulatura

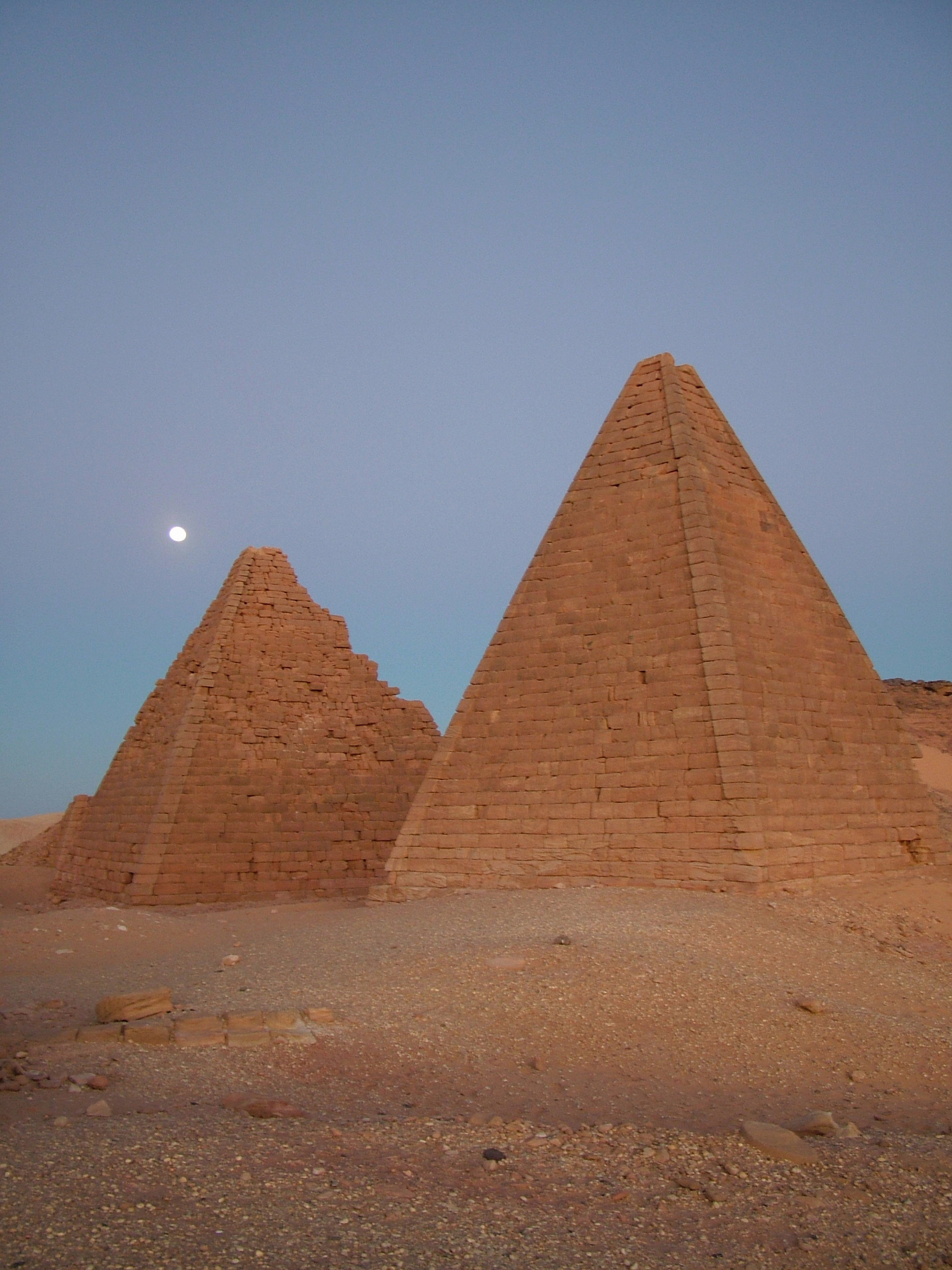
Pirámides de Barkal.

| Titulatura | Jeroglífico | Transliteración (transcripción) - traducción - (referencias) |

| i | mn · n | N16 · E23 | x |

| i | mn · n | N16 · E23 | x |

| i | mn · n | N16 · E23 | x |

| i | mn · n | N16 · E23 | x |

| i | mn · n | N16 · E23 | x |

| i | mn · n | N16 · E23 | x |

| i | mn · n | N16 · E23 | x |

| i | mn · n | N16 · E23 | x |

| i | mn · n | N16 · E23 | x |

| i | mn · n | N16 · E23 | x |

| i | mn · n | N16 · E23 | x |

| i | mn · n | N16 · E23 | x |

| i | mn · n | N16 · E23 | x |

| i | mn · n | N16 · E23 | x |

| i | mn · n | N16 · E23 | x |

| i | mn · n | N16 · E23 | x |

### Imágenes
- Pirámide de Talajamani (y otros)
- Espejo de bronce, Museo of Fine Arts, Boston (enlace roto disponible en Internet Archive; véase el historial, la primera versión y la última).
- Adornos de oro, Museo of Fine Arts, Boston (enlace roto disponible en Internet Archive; véase el historial, la primera versión y la última).